# Change It All
Albums de Goapele
Even Closer
(2002)
Change it All est le troisième album de la chanteuse de neo soul Goapele. Cet album est un tournant dans le développement musical de cette artiste et dans son investissement pour sa carrière musicale. Le style est généralement considéré comme plus complet et les titres plus aboutis. Cependant, le titre Closer issu d'un ancien album est réintégré en tant que "Bonus track" après une période de silence de 1:15.
Sur cet album se retrouvent différents artistes ayant participé au projet : Clyde Carson et Dwele, et Mumia Abu-Jamal apparaissant dans une interview "vocale".

## Liste des chansons
1. Intro (2:08)
2. Change it All (5:08)
3. First Love (4:26)
4. Love Me Right (2:39)
5. 4AM (4:46)
6. Different (feat. The Team (band)) (5:15)
7. Crushed Out (4:19)
8. Fly Away (3:49)
9. Find a Way (3:25)
10. If We Knew (4:18)
11. You (4:22)
12. Good Love (3:25)
13. Battle of the Heart (5:20)
14. Darker Side of the Moon (4:46)
15. Closer (3:48)